# Mastachopardia whellani
Mastachopardia whellani är en insektsart som beskrevs av Marius Descamps 1973. Mastachopardia whellani ingår i släktet Mastachopardia och familjen Euschmidtiidae. Inga underarter finns listade i Catalogue of Life.